# Matthias Küntzel
Pour les articles homonymes, voir Küntzel.
Matthias Küntzel est un écrivain allemand spécialisé en science politique. Ses travaux sont consacrés aux liens entre l'islamisme et l'antisémitisme (notamment le nazisme). 

## Publications
- Matthias Küntzel (trad. de l'allemand par Cécile Brahy, préf. Pierre-André Taguieff), Jihad et haine des Juifs : le lien troublant entre islamisme et nazisme à la racine du terrorisme international, Paris, L’Œuvre Éditions, 2009, 237 p. (ISBN 978-2-35631-040-8).
- Die Deutschen und der Iran, Geschichte und Gegenwart einer verhängnisvollen Freundschaft.